# 彎吻線鰻
彎吻線鰻（學名：Nemichthys curvirostris），為輻鰭魚綱鰻鱺目線鰻科線鰻屬的一種，分布於西大西洋美國至阿根廷海域，東大西洋亞述群島至南非海域，印度洋留尼旺島海域，西南太平洋澳洲至紐西蘭海域。棲息深度0至2000公尺，最大體長143公分，具有晝夜垂直遷徙的特性，以甲殼類為食。